# OPI Products
OPI Products, w sprzedaży jako marka O·P·I, to amerykański producent lakieru do paznokci z siedzibą w North Hollywood, Kalifornia i jednostka zależna firmy Coty Inc.

## Historia
OPI, pierwotnie nazwana Odontorium Products Inc., była małą firmą produkującą artykuły stomatologiczne, kupioną przez George'a Schaeffera w 1981 r. Niedługo po przejęciu firmy, do Schaeffera dołączyła Suzi Weiss-Fischmann, wiceprezes wykonawczy i dyrektor artystyczny OPI. Współpraca Shaeffera i Weiss-Fischmann z R. Eric Montgomerym, biochemikiem, zaowocowała systemem akrylowym, który Schaeffer sprzedawała od drzwi do drzwi lokalnym studiom paznokci. Produkcja artykułów stomatologicznych została zamknięta; Schaeffer, Weiss-Fischmann i Montgomery skupili się wyłącznie na produktach do paznokci, zmieniając nazwę firmy na OPI Products Inc.
W 1989 roku, OPI rozszerzyła swoją ofertę w lakiery do paznokci, a później i w inne produkty. W 2003 roku, OPI stworzyła kolekcję Legally Blonde 2, która została również wykorzystana w filmie. Kolejne współprace, to między innymi: Ford Mustang, Alicja w Krainie Czarów (film z 2010r), i Dell (2009).
W 2003 roku OPI wylansowała  linię lakierów do paznokci dla psów o nazwie Pawlish, który otrzymał mieszane recenzje. W 2007 roku, po naciskach ze strony EPA i organizacji Campaign for Safe Cosmetics, OPI zmieniła formułę swoich lakierów, eliminując substancje chemiczne DBP (ftalan dibutylu), formaldehyd i toluen.
W 2010 roku, OPI została przejęta przez Coty Inc.
Schaeffer założyła Fundację Rodziny Schaeffer, aby pomagać organizacjom takim jak Leukemia Research Foundation (fundacja badań nad białaczką), Rock the Vote i Project Hope International. Po takich katastrofach jak zamachy z 11 września i Huragan Katrina, pracownicy OPI połączyli siły i zebrali 350 000 dolarów dla Amerykańskiego Czerwonego Krzyża. OPI stworzyła ekskluzywne odcienie lakierów dla Lung Cancer Foundation of America, the American Heart Association i Amerykańskiego Czerwonego Krzyża. Od 2006 roku, OPI wspiera organicję Susan G. Komen for the Cure ekskluzywną serią odcienia Pink of Hearts.

## Marketing

### Osobistości
OPI współpracowało z wieloma celebrytami w celu strategicznej sprzedaży produktów do specyficznej niszy. Kolekcje są nazywane za danym artystą i wyrażają jego pracę i osobowość. Justin Bieber, znany kanadyjski piosenkarz, był jednym z pierwszych, którzy wypuścili celebrycką kolekcję lakierów dla OPI. W 2010, jego kolekcja "One Less Lonely Girl", była podkolekcją drogeryjnej marki Nicole by OPI, sprzedawaną jedynie w sklepach Wal-mart. Kolekcja Justina Biebera została wyprzedana w 3000 Wal-martów w styczniu 2011 i została również wypuszczona w innych sklepach jak Target, Sears, i Ulta.
Gwiazda popu Katy Perry stworzyła własną kolekcję OPI, wypuszczoną w 2011 r. W kolekcji było 5 odcieni, nazwane za hitowymi singlami Katy, np. "Teenage Dream" i "Last Friday Night". W kolekcji znalazła się również nowość nazwana "Shatter", która była nowym lakierem, wyglądającym na popękany/strzaskany, jeśli był położony na zwykły lakier. "Shatter" stał się bardzo popularny. W dalszej części roku, inne marki lakierów jak Sally Hansen i China Glaze wypuściły własne "popękane" lakiery dla konsumentów lokalnych drogerii. Według  MTV Style, kolekcja Katy Perry była jedną z najlepszych celebryckich produktów w 2011 r.
Również w styczniu 2011 roku, Serena Williams, gwiazda tenisa, wydała własną kolekcję pod nazwą "Glam Slam". Daty wydania kolekcji zbiegły się w czasie z początkami czterech ważnych turniejów tenisa – Australia Open w styczniu, French Open w maju, Wimbledon w czerwcu i U.S. Open w sierpniu. W kolekcji "Glam Slam" znalazł się nawet popularny "popękany" lakier, który był też w kolekcji Katy Perry.
W październiku 2012 roku, ogłoszono, że popularna piosenkarka i aktorka Selena Gomez współpracowała z Nicole by O.P.I. by wypuścić nową kolekcję. Składające się z 14 różnych kolorów, Gomez, utworzyła odcienie, które łatwo komponują się zwłaszcza ze zbliżającym się akurat sezonem wiosennym. Gomez powiedziała, że kolory zostały tak wybrane, aby pasowały do jej klasycznego, prostego i eleganckiego stylu. Nazwa każdego koloru była związana z hitami gwiazdy takimi jak "Hit the Lights" lub "Love Song". Odcienie były w kolorach od jasno-żółtego do głębokiego, śliwkowego fioletu. Kolekcja była dostępna w sprzedaży w styczniu 2013 roku.
Wiosną 2013 OPI współpracowała z piosenkarką Mariah Carey. Z lśniącymi i błyszczącymi odcieniami, OPI wypuściła nową technologię lakierów do paznokci, formułę "Liquid Sand" ("Płynny Piasek"). Jest to formuła na bazie galaretki, która wysycha na matowo. Formuła "Liquid Sand" jest pierwszą formułą tego typu; została użyta w kolekcji "007 The Bond Girls", wydanej w dalszej części roku.
Wschodząca celebrytka, piosenkarka Carrie Underwood, również współpracowała z OPI, robiąc kolekcję z marką Nicole by OPI. Kolekcja ta została uruchomiona w styczniu 2014 roku z 14 różnymi odcieniami i była dostępna w Wal-Mart, Ulta, CVS, Target, i Rite aid, jak i u innych sprzedawców detalicznych.

### Media
Opi współpracowała z Muppetami i wydała kolekcję lakierów do paznokci dla ich nowego filmu w listopadzie 2011 roku. Na podstawie serialu telewizji ABC Family – współczesna rodzina, Nicole by OPI we współpracy z Twentieth Century Fox, wydała własną kolekcję dla Nicole by OPI w końcu grudnia 2011 roku. Odcienie lakierów do paznokci w tej kolekcji zawierały wiele kolorów; nazwa każdego z nich nawiązywała do jednego z bohaterów serialu.